# Зоолошки врт Шимкент
Зоолошки врт Шимкент (Казашки: Шымкент хайуанханасы; рус. Шымкентский зоопарк) је државни зоо врт града Шимкент у Казахстану. То је један од највећих и најстаријих зоолошких паркова у земљи. Од укупне површине зоолошког врта од 54 хектара, под изложбеним простором је 34 хектара. Зоо врт Шимкент садржи више од 20 врста животиња које се начазе у „Црвеној књизи“. Овај зоолошки врт 25% хране за животиње узгаја на сопственој земљи, на површини од 30 хектара.
Зоолошки врт је отворен сваког дана од 10:00 до 19:00 часова.